# Natalus lanatus
Natalus lanatus — є одним з видів кажанів родини Natalidae.
Таксон запропоновано згрупувати з N. mexicanus

## Поширення
Країни поширення: Мексика. Населяє тропічний листяний ліс, гірський тропічний ліс, від низин до середніх висот.

## Загрози та охорона
Нема серйозних загроз в цей час. Знаходиться в кількох охоронних територіях.